# Parque María Eva Duarte de Perón
El Parque María Eva Duarte de Perón es un parque público ubicado en Madrid (España). Tiene accesos desde las calles Francisco Silvela, Doctor Gómez Ulla y Florestán Aguilar y forma  un triángulo verde con una extensión de 3 hectáreas. Su entrada principal se abre a la plaza de Manuel Becerra. Se encuentra en el límite oriental del Ensanche de Madrid, en el barrio de La Guindalera.

## Historia
En el XIX comenzaron a aumentar las zonas verdes en Madrid, no sólo como ornato sino también como necesidad higiénica. Hasta entonces la ciudad tan sólo contaba con el Parque del Oeste y con el Parque del Retiro y no tenía árboles en plazas ni calles, salvo en el Paseo del Prado.
En los años cincuenta del XX, el Ayuntamiento de Madrid adquirió varias fincas privadas. Una de ellas fue la conocida como Quinta de los Leones o Quinta de Nogueras, sobre la que diseñó el parque María Eva Duarte el arquitecto Manuel Herrero Palacios, director de Parques y Jardines Municipales en los años cincuenta y sesenta del XX.
La construcción del parque y la remodelación urbanística de la zona que lo rodea corrieron parejas en el tiempo. El 14 de enero de 1949 se acuerda la denominación de los jardines, dedicados desde su creación a Eva Duarte, primera dama de Argentina durante la presidencia de Juan Domingo Perón.

## Descripción

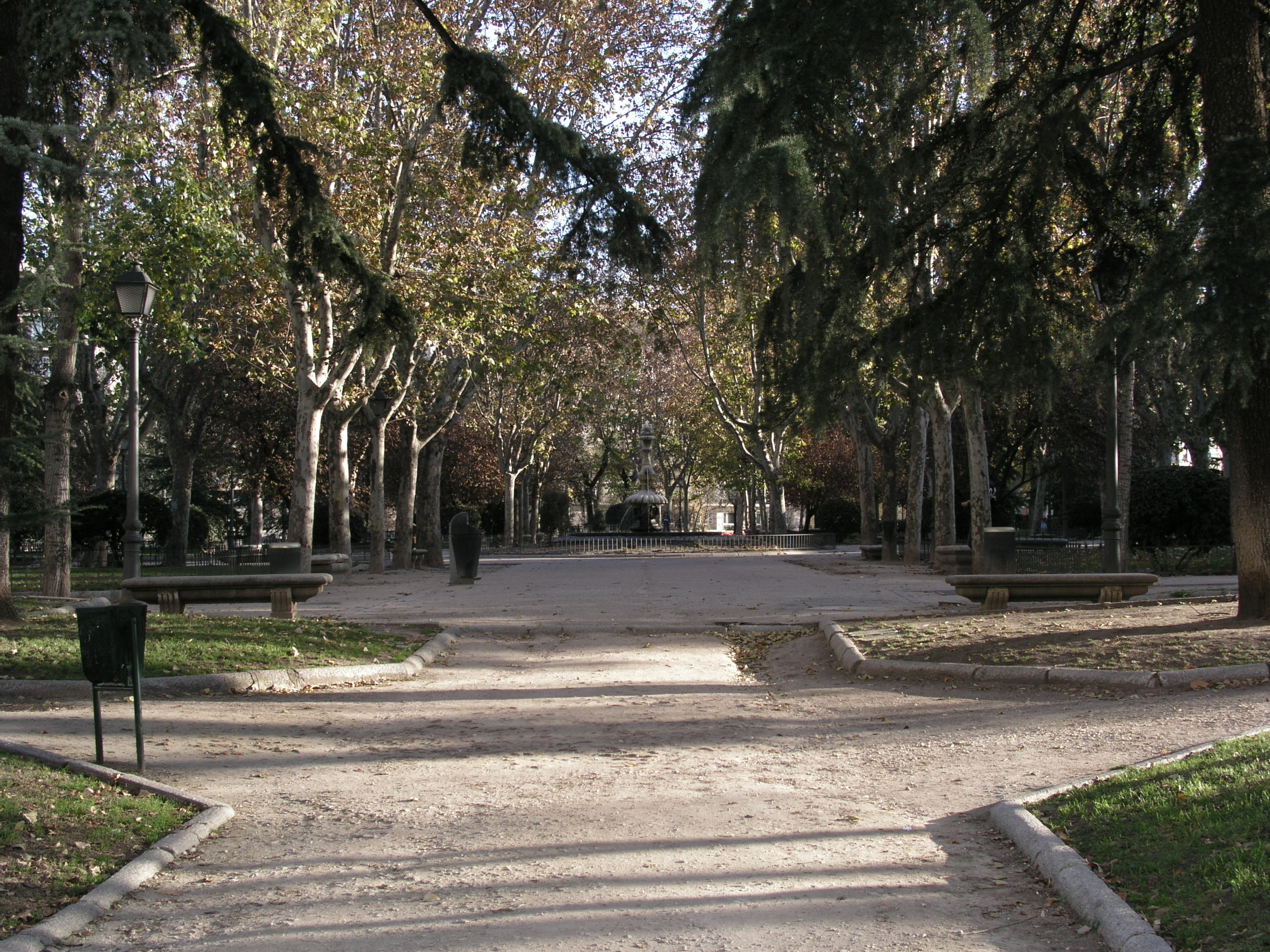
Parque de Eva Duarte

Este espacio verde cuenta con amplias zonas de tierra y áreas con césped, acompañadas de diversas especies arbóreas y arbustivas: cedros, arces, liquidámbares, castaños de Indias, álamos, tuyas,  alineaciones de grandes plátanos de sombra, aligustres japoneses, prunus, drácenas, laureles, etc.
Cuenta con diversas instalaciones, entre las que se incluyen pistas de pádel, fútbol, baloncesto, elementos deportivos para personas mayores, áreas infantiles y otras destinadas a perros.
Algunas de las últimas remodelaciones del parque tuvieron lugar en 2018 y 2022: se renovó el sistema de drenaje, se acondicionaron los caminos y las zonas de estancia, y se instalaron nuevas vallas para proteger las áreas ajardinadas. Además, las praderas fueron sustituidas por zonas arbustivas, y el área canina fue ampliada, con una renovación completa de su vallado.
En 2023 se creó una zona para la práctica del skate:  la iniciativa fue uno de los proyectos ganadores de los Presupuestos Participativos del año 2016 denominado "Rehabilitación del parque Eva Duarte como zona de ocio para jóvenes".

## Elementos monumentales

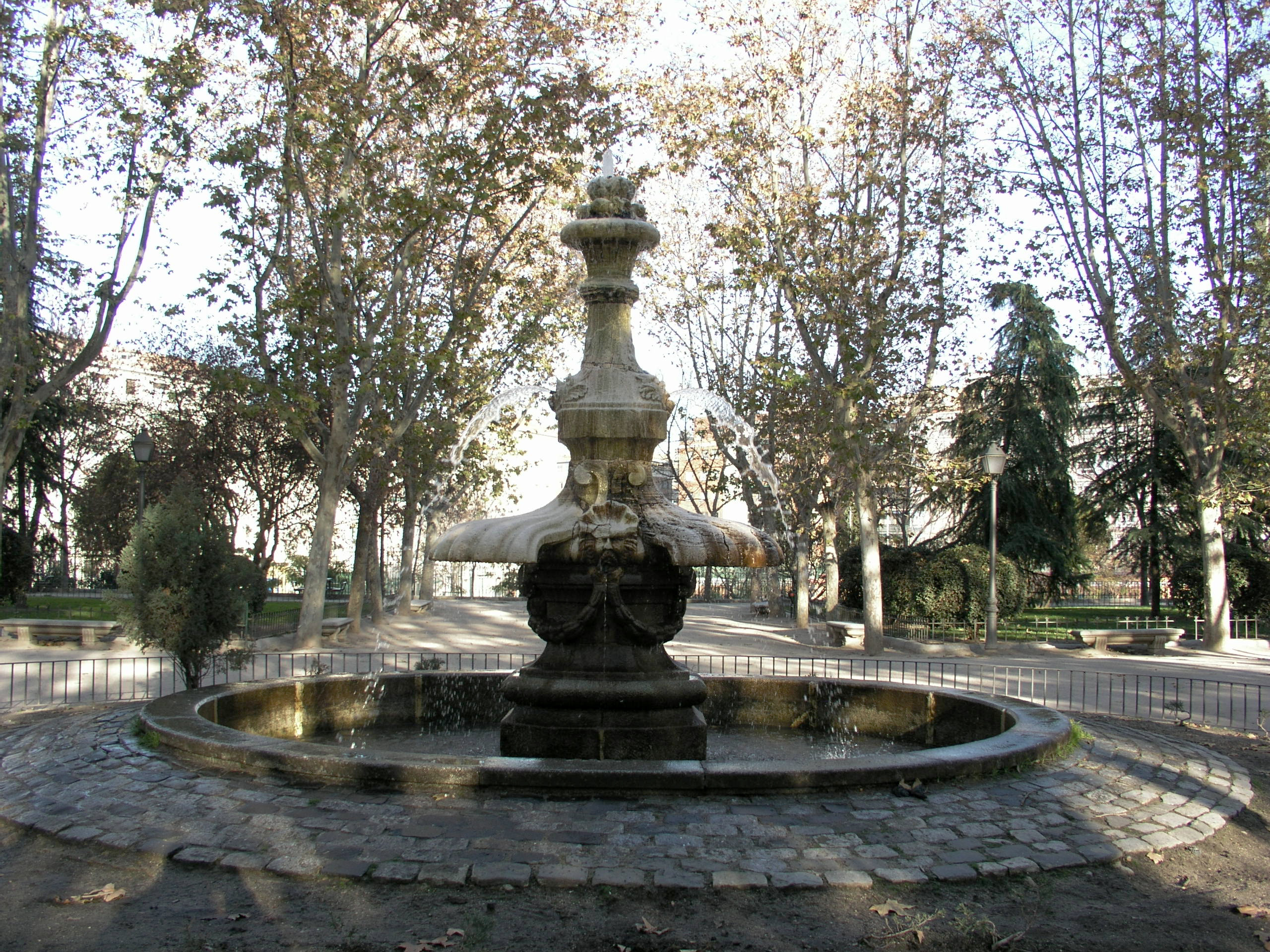
Fuente de las Delicias

Entre los elementos más destacados del parque se encuentran los siguientes:
- Fuente circular: pertenece al diseño original del parque y fue construida hacia 1950. Presenta un vaso circular  construido con 13 bloques de granito tallado en curvo, con una profundidad de unos 50 cm, y un diámetro exterior de 4 metros. Un surtidor central bajo lanza el agua a dos palmos de altura.[7]

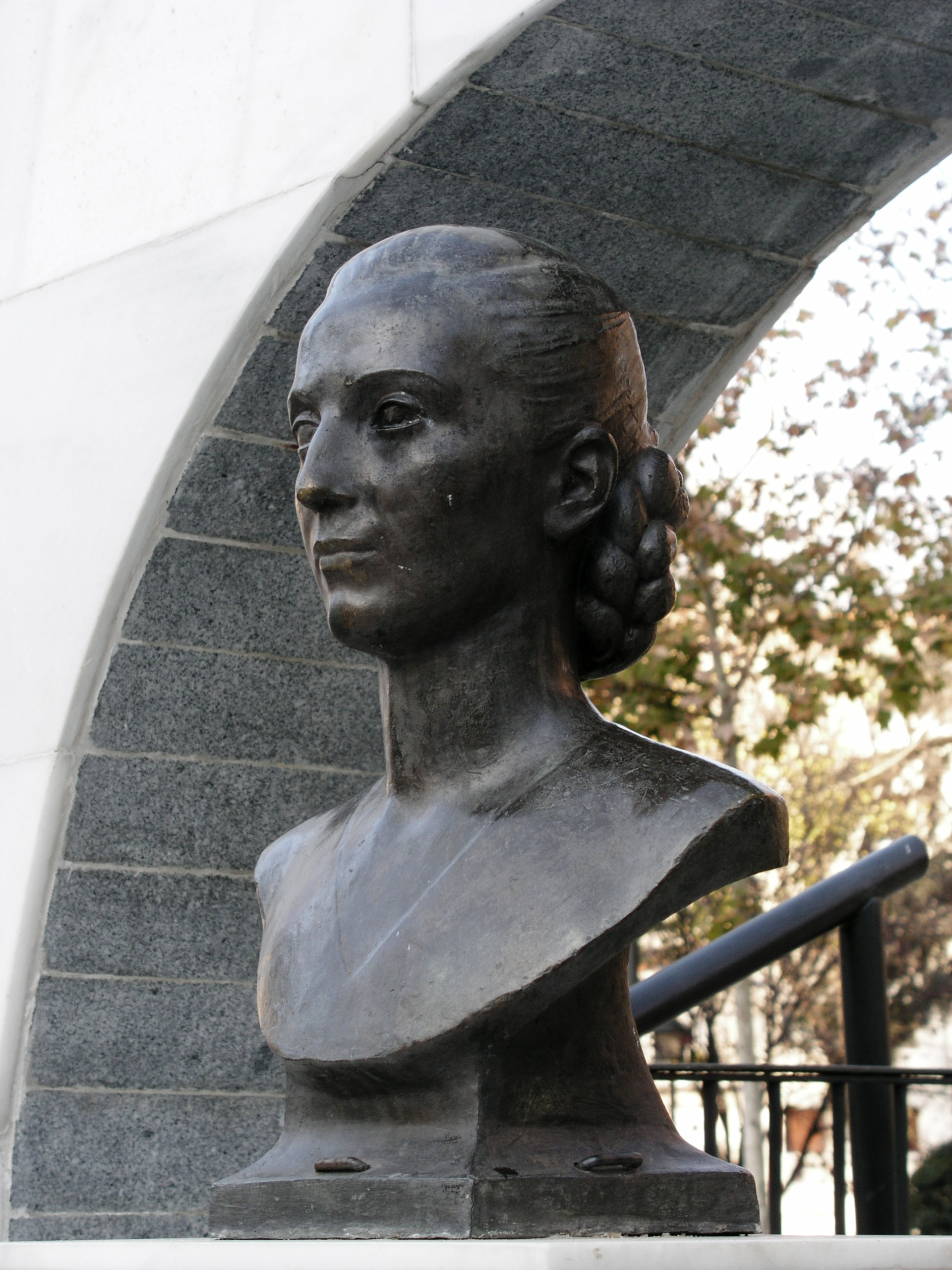
Busto en bronce del monumento a Eva Duarte

- Busto en bronce del monumento a Eva DuarteFuente de las Delicias: es una de las conocidas como cuatro fuentes de las Delicias que antaño adornaron el paseo de las Delicias, en el lado sur de la Plaza del Emperador Carlos V. Estas cuatro fuentes fueron creación del escultor Francisco Gutiérrez Arribas y construidas en la segunda mitad del XVIII. Dos de ellas desaparecieron en la década de 1860 y las otras dos que se conservan, gemelas, fueron separadas para adornar diferentes espacios.[3][8]

- Monumento a Eva Duarte: del arquitecto Domingo Frega Rausa, inaugurado el 19 de mayo de 1951 por el alcalde de Madrid, José Moreno Torres todavía en vida de la primera dama, política y actriz argentina. Un arco de triunfo y unas escalinatas enmarcan su busto en bronce.[9][4]